# Dandsangiin Narantungalag
Dandsangiin Narantungalag (mongolisch Данзангийн Нарантунгалаг, wiss. Transliteration Danzangijn Narantungalag; * 29. Januar 1945) ist ein ehemaliger mongolischer Skilangläufer.
Narantungalag belegte bei den Nordischen Skiweltmeisterschaften 1970 in Štrbské Pleso den 63. Platz über 30 km und den 18. Rang mit der Staffel. Zwei Jahre später kam er in Sapporo bei seiner einzigen Teilnahme an Olympischen Winterspielen auf den 56. Platz über 15 km und auf den 51. Rang über 30 km.